# Vispolen
Vispolen är en sjö i Söderköpings kommun i Östergötland och ingår i Söderköpingsåns huvudavrinningsområde. Sjön har en area på 0,715 kvadratkilometer och ligger 38 meter över havet. Sjön avvattnas av vattendraget Vispolenån.

## Delavrinningsområde
Vispolen ingår i det delavrinningsområde (647472-153201) som SMHI kallar för Mynnar i Fillingerumeån. Medelhöjden är 60 meter över havet och ytan är 32,78 kvadratkilometer. Det finns inga avrinningsområden uppströms utan avrinningsområdet är högsta punkten. Vispolenån som avvattnar avrinningsområdet har biflödesordning 3, vilket innebär att vattnet flödar genom totalt 3 vattendrag innan det når havet efter 20 kilometer. Avrinningsområdet består mestadels av skog (64 procent) och jordbruk (18 procent). Avrinningsområdet har 0,71 kvadratkilometer vattenytor vilket ger det en sjöprocent på 2,2 procent.